# Біарриц (аеропорт)
Аеропо́рт Біарри́ц — Англе́т — Байонна́ (фр. aéroport de Biarritz-Anglet-Bayonne) (IATA: BIQ, ICAO: LFBZ) — французький аеропорт, розташований на території комун Англет (90 %) та Біарриц (10 %) у департаменті Атлантичні Піренеї регіону Аквітанія. Аеропорт був побудований в 1950-х роках. Будівля аеровокзалу, диспетчерський пункт, ангар компанії Dassault Aviation і аероклуб знаходяться на території Англет, а західний край злітно-посадкової смуги — на території Біаррица.
Аеропорт знаходиться в центрі міської агломерації, що зустрічається досить рідко у Франції, і пасажирам потрібно зовсім небагато часу для поїздок між аеропортом і центрами сусідніх міст.

## Авіалінії та напрямки, лютий 2021
| Авіакомпанія                  | Пункт призначення                                                                                      |
| ----------------------------- | --- |
| Air France Hop                | Ліон, Париж-Шарль де Голль Сезонний: Женева, Ніцца                                                     |
| easyJet                       | Париж-Шарль де Голль Сезонний: Базель, Берлін (з 30 червня 2021), Бристоль, Лондон–Гатвік, Ліон, Ніцца |
| Luxair                        | Сезонний: Люксембург                                                                                   |
| Ryanair                       | Лондон–Станстед Сезонний: Дублін                                                                       |
| Swiss International Air Lines | Сезонний: Женева                                                                                       |
| Transavia                     | Париж–Орлі                                                                                             |
| Volotea                       | Сезонний: Марсель, Страсбург                                                                           |

## Статистика[1]

### Пасажирообіг
| Рік  | Пасажирообіг | Зміна    |
| ---- | ------------ | -------- |
| 2018 | 1,183,635    | ▼00,62 % |
| 2017 | 1,190,991    | ▲04,88 % |
| 2016 | 1,135,482    | ▲09.2 %  |
| 2015 | 1,039,346    | ▼02.4 %  |
| 2014 | 1,064,402    | ▼03.1 %  |
| 2013 | 1,098,079    | ▲01.2 %  |
| 2012 | 1,084,200    | ▲05.0 %  |
| 2011 | 1,032,937    | ▲04.3 %  |
| 2010 | 989,622      | ▼02.2 %  |
| 2009 | 1,011,589    | ▼ 1.6 %  |
| 2008 | 1,028,006    | ▲ 10.4 % |
| 2007 | 930,880      | ▲ 7.5 %  |
| 2006 | 865,601      | ▲ 5.9 %  |
| 2005 | 817,083      | –        |

### Авіатрафік
| Рік  | Авіатрафік | Зміна     |
| ---- | ---------- | --------- |
| 2018 | 10,761     | ▼ 4.89 %  |
| 2017 | 11,314     | ▲ 3.02 %  |
| 2016 | 10.981     | ▲ 12.68 % |
| 2015 | 9,745      | ▲ 1.65 %  |
| 2014 | 9,584      | –         |

Див. джерело запитів Вікіданих та джерела.